# Grand Prix automobile du Roussillon 1949
Le Grand Prix automobile du Roussillon 1949 (IV Grand Prix du Roussillon) est un Grand Prix qui s'est tenu sur le circuit des Platanes le 7 mai 1949. 
Les coureurs parcourent deux manches de cinquante tours chacune dont le temps est ensuite cumulé pour déterminer le classement final.

## Première manche

### Classement de la course
| Pos. | no | Pilote                  | Écurie                | Châssis           | Tours | Temps/Abandon                 | Grille |
| ---- | -- | ----------------------- | --------------------- | ----------------- | ----- | ----------------------------- | ------ |
| 1    | 4  | Juan Manuel Fangio      | Squadra Argentina     | Maserati 4CLT/48  | 50    | 1 h 17 min 6 s 8 (98,75 km/h) |        |
| 2    | 10 | Prince Bira             | Privé                 | Maserati 4CLT/48  | 50    | + 25 s 1                      |        |
| 3    | 6  | Benedicto Campos        | Squadra Argentina     | Maserati 4CLT/48  | 49    | + 1 tour                      |        |
| 4    | 12 | Emmanuel de Graffenried | Scuderia Enrico Platé | Maserati 4CLT/48  | 49    | + 1 tour                      |        |
| 5    | 18 | Robert Manzon           | Équipe Gordini        | Simca-Gordini T11 | 49    | + 1 tour                      |        |
| 6    | 14 | Nello Pagani            | Scuderia Enrico Platé | Maserati 4CL      | 48    | + 2 tours                     |        |
| 7    | 24 | Pierre Levegh           | Privé                 | Talbot-Lago T26C  | 46    | + 4 tours                     |        |
| 8    | 16 | Maurice Trintignant     | Équipe Gordini        | Simca-Gordini T15 | 45    | + 5 tours                     |        |
| 9    | 8  | Luigi Villoresi         | Scuderia Ambrosiana   | Maserati 4CLT/48  | 45    | + 5 tours                     |        |
| 10   | 22 | Henri Louveau           | Privé                 | Delage D6         | 44    | + 6 tours                     |        |
| Abd. | 2  | Raymond Sommer          | Équipe Gordini        | Simca-Gordini T11 | 3     | Accident                      |        |

- Légende: Abd.=Abandon.

## Deuxième manche

### Classement
| Pos. | no | Pilote                              | Écurie                | Châssis           | Tours | Temps/Abandon                 | Grille |
| ---- | -- | ----------------------------------- | --------------------- | ----------------- | ----- | ----------------------------- | ------ |
| 1    | 10 | Prince Bira                         | Privé                 | Maserati 4CLT/48  | 50    | 1 h 16 min 9 s 4 (99,99 km/h) |        |
| 2    | 4  | Juan Manuel Fangio                  | Squadra Argentina     | Maserati 4CLT/48  | 50    | + 0 s 5                       |        |
| 3    | 8  | Luigi Villoresi                     | Scuderia Ambrosiana   | Maserati 4CLT/48  | 50    | + 1 min 4 s 7                 |        |
| 4    | 6  | Benedicto Campos                    | Squadra Argentina     | Maserati 4CLT/48  | 49    | + 1 tour                      |        |
| 5    | 12 | Emmanuel de Graffenried             | Scuderia Enrico Platé | Maserati 4CLT/48  | 48    | + 2 tours                     |        |
| 6    | 24 | Pierre Levegh                       | Privé                 | Talbot-Lago T26C  | 47    | + 3 tours                     |        |
| 7    | 16 | Maurice Trintignant                 | Équipe Gordini        | Simca-Gordini T15 | 46    | + 4 tours                     |        |
| 8    | 14 | Nello Pagani                        | Scuderia Enrico Platé | Maserati 4CL      | 46    | + 4 tours                     |        |
| 9    | 22 | Henri Louveau Francisco Godia Sales | Privé                 | Delage D6         | 44    | + 6 tours                     |        |
| Abd. | 18 | Robert Manzon                       | Équipe Gordini        | Simca-Gordini T11 | 24    |                               |        |

- Légende: Abd.=Abandon.

## Résultat agrégé
| Pos. | no | Pilote                              | Écurie                | Châssis           | Tours | Temps/Abandon                  |
| ---- | -- | ----------------------------------- | --------------------- | ----------------- | ----- | ------------------------------ |
| 1    | 4  | Juan Manuel Fangio                  | Squadra Argentina     | Maserati 4CLT/48  | 100   | 2 h 33 min 16 s 7 (99,36 km/h) |
| 2    | 10 | Prince Bira                         | Privé                 | Maserati 4CLT/48  | 100   | + 24 s 6                       |
| 3    | 6  | Benedicto Campos                    | Squadra Argentina     | Maserati 4CLT/48  | 98    | + 2 tours                      |
| 4    | 12 | Emmanuel de Graffenried             | Scuderia Enrico Platé | Maserati 4CLT/48  | 97    |                                |
| 5    | 14 | Nello Pagani                        | Scuderia Enrico Platé | Maserati 4CL      | 94    | + 6 tours                      |
| 6    | 8  | Luigi Villoresi                     | Scuderia Ambrosiana   | Maserati 4CLT/48  | 93    | + 7 tours                      |
| 7    | 24 | Pierre Levegh                       | Privé                 | Talbot-Lago T26C  | 93    | + 7 tours                      |
| 8    | 16 | Maurice Trintignant                 | Équipe Gordini        | Simca-Gordini T15 | 91    | + 9 tours                      |
| 9    | 22 | Henri Louveau Francisco Godia Sales | Privé                 | Delage D6         | 88    | + 12 tours                     |
| Abd. | 18 | Robert Manzon                       | Équipe Gordini        | Simca-Gordini T11 | 73    |                                |
| Abd. | 2  | Raymond Sommer                      | Équipe Gordini        | Simca-Gordini T11 | 3     | Accident                       |

## Pole position et record du tour
- Pole position :  Inconnu (Inconnu).
- Meilleur tour en course :  Juan Manuel Fangio (Maserati) en 1 min 29 s 2 (102,37 km/h).